# Christine Belford
Christine Belford (Amityville, Nueva York, 14 de enero de 1949) es una actriz de cine y televisión estadounidense. Actuó en varias producciones televisivas populares como The Six Million Dollar Man, Wonder Woman, Ironside, The Incredible Hulk, Family Ties, Beverly hills 90210, Owen Marshall: Counselor at Law y Silver Spoons. En cine, participó en películas como Christine y The Ladies Club.